# Alberto Baban
Alberto Baban (Venezia, 1966) è un imprenditore italiano, cavaliere al Merito della Repubblica Italiana.

## Biografia
Dal 2011 al 2013 ha ricoperto la carica di Presidente della Piccola Industria di Confindustria Veneto.
Dal novembre 2013 al 2017 è stato Presidente della Piccola Industria Nazionale , Vice Presidente di Confindustria e membro del Consiglio Generale.
È un imprenditore e editore di prima generazione. Ha fondato e poi venduto Tapì Spa, azienda attiva nella produzione industriale di tappi sintetici in polimeri. 
Ha fondato ed è presidente di VeNetWork Spa, società di investimenti che riunisce 70 imprenditori veneti. Tra le diverse società nel loro portafoglio ci sono Fantic Motor, Motori Minarelli e Bottecchia Cicli. VeNetWork nel 2022 ha superato la soglia dei 1000 dipendenti
È membro del direttivo di Unicef Italia dal 2016 e attualmente ricopre la carica di Vice Presidente